# Iridomyrmex mccooki
Iridomyrmex mccooki é uma espécie de formiga do gênero Iridomyrmex.